# Liste der Monuments historiques in Châteaubourg (Ille-et-Vilaine)
Die Liste der Monuments historiques in Châteaubourg (Ille-et-Vilaine) führt die Monuments historiques in der französischen Stadt Châteaubourg auf.

## Liste der Bauwerke
| Bezeichnung      | Beschreibung | Standort                         | Kennzeichnung | Schutzstatus | Datum | Bild           |
| ---------------- | ------------ | -------------------------------- | ------------- | ------------ | ----- | -------------- |
| Friedhofskreuz   |              | (Lage)                           | PA00090525    | Inscrit      | 1946  |                |
| Kirche St-Pierre |              | Place de l’Hôtel de Ville (Lage) | IA00130752    | Inscrit      | 2018  | weitere Bilder |